# إميليو موريتي
اميليو موريتي (بالإيطالية: Emilio Moretti)‏ (4 أبريل 1896 ألساندريا إيطاليا - ) هو لاعب كرة قدم إيطالي، يلعب كلاعب وسط.

## مسيرته

### مسيرته مع الأندية
- 1912 - 1915 لعب مع نادي ألساندريا 10 مباريات سجل خلالها هدفين.